# Lomatium utriculatum
Espèce
Classification phylogénétique
Lomatium utriculatum est une espèce de plantes à fleurs du genre Lomatium et de la famille des apiacées.